# 伊麗莎白 (安哈爾特)
伊丽莎白（德語：Elisabeth，1857年9月7日—1933年7月20日）是梅克伦堡-施特雷利茨大公国的大公夫人和安哈尔特公国的郡主。她的丈夫是梅克伦堡-施特雷利茨大公阿道夫·腓特烈五世。
1877年，她和阿道夫·腓特烈结婚并先后诞下四名子女。其中只有长女玛丽在现今仍有后代。